# Église Saint-Nicolas-le-Thaumaturge de Boulogne-Billancourt
Pour les articles homonymes, voir Église Saint-Nicolas.
Saint-Nicolas-le-Thaumaturge est une église orthodoxe rattachée au vicariat Sainte-Marie-de-Paris-et-Saint-Alexis-d'Ugine qui regroupe les paroisses de tradition russe auprès de la métropole orthodoxe grecque de France, une juridiction du patriarcat œcuménique de Constantinople, dont le siège est à Paris.

## Histoire
L'origine de cette église est due à l'arrivée massive des Russes blancs en France après ce qu'on a appelé la révolution d'octobre. Boulogne, dans sa partie sud, fut à cette époque surnommée « Billankoursk » tant ces réfugiés ont marqué la ville. Les nobles, militaires ou médecins, s'établissaient au nord de Boulogne où on voyait la famille Troubetskoï rencontrer le prince Félix Youssoupov.
Dans le quartier de Billancourt, les plus modestes étaient ouvriers chez Renault, ils auraient pu côtoyer la romancière Nina Berberova auteur des Chroniques de Billancourt. À la demande des fidèles, une paroisse fut fondée par le métropolite Euloge. Les premières célébrations se déroulèrent modestement dans l’arrière-salle d’un restaurant, puis très vite la communauté entreprit avec le concours de l’archiprêtre Ktitareff d’élever une véritable église.
C'est en 1927 que la communauté russe boulonnaise, forte de quatre mille personnes, finance la construction de l'église. L’église fut consacrée en 1930 et dédiée à saint Nicolas le Thaumaturge. Elle sera détruite en 1943 par un bombardement américain qui visait les usines Renault, mais est reconstruite en 1953 au même endroit selon les plans de l’architecte Kirkwood.

## Architecture
L’église est construite selon un axe longitudinal, en une nef unique, et se situe dans l’arrière-cour d’un immeuble moderne. La porte est surmontée d’une icône protégée par un auvent. L’édifice est couvert d’un toit à double pente coiffé d’un dôme à bulbe de couleur bleue, caractéristique de l'église orthodoxe russe.
L'iconostase (paroi séparant d'un côté les célébrants et de l'autre le clergé non célébrant, le chœur et les fidèles) a été réalisée par Valentin Zvetchinsky.

## Adresse
132 bis, rue du Point-du-Jour, Boulogne-Billancourt.

## Pour approfondir